# Sidi Larbi Cherkaoui
Sidi Larbi Cherkaoui (Antwerpen, 1976) is een Vlaams-Marokkaans danser en choreograaf.

## Biografie
Sidi Larbi Cherkaoui werd in 1976 geboren in Antwerpen als zoon van een Vlaamse moeder en een Marokkaanse vader. Cherkaoui volgde Latijn-wiskunde in het middelbaar onderwijs en was al bezig met dans. Hij begon de studies van vertaler-tolk Engels-Frans maar beëindigde dit toen bleek dat de combinatie met dans onmogelijk was. Aan het Hoger Instituut voor Dans en Danspedagogie te Antwerpen en na een korte periode als danser in variétévoorstellingen en televisieprogramma's, ging hij in Brussel studeren aan P.A.R.T.S., de dansschool van Anne Teresa De Keersmaeker. Hier kwam hij in contact met de techniek van choreografen zoals William Forsythe, Pina Bausch en Trisha Brown. Tijdens zijn studies hedendaagse dans werkte hij ook samen met hiphop- en moderne jazzdansgezelschappen. Niet alleen de grote choreografen zijn als 'dansouders' belangrijk voor hem, ook zijn collega-studenten en -dansers tonen hem nieuwe wegen.

### Debuut
- Iets op Bach (1995)

Cherkaoui behaalde de Prijs voor de beste Belgische danssolo in Gent, een initiatief van choreograaf Alain Platel (van Les Ballets C de la B). Alain Platel nodigde hem vervolgens uit om mee te werken aan de creatie van Iets op Bach (1997-98), een stuk dat later de wereld rondreisde.
- Anonymous Society (1999)

Een 'hedendaagse musical' op muziek van Jacques Brel. Cherkaoui danste zelf ook in deze productie die verschillende prijzen wegkaapte, waaronder de Fringe First Award en de Total Theatre Award in Edinburgh, en de Barclay Theatre Award in Londen.

### Les Ballets C de la B
- Rien de Rien (2000)

Special Prize op het BITEF Festival in Belgrado, prijs voor beloftevolle choreograaf op de Nijinski Awards in Monte Carlo. (2000)
- OOK (2000)

Dat jaar leidde Cherkaoui samen met Nienke Reehorst een workshop met mentaal gehandicapte acteurs bij Theater Stap in Turnhout, waaruit de voorstelling OOK groeide. Deze samenwerking was een cruciaal moment in zijn ontwikkeling. De eigenheid, de directheid, de empathie en het weerstandsvermogen van de Stap-acteurs leerden hem méér over de basiskwaliteiten van de 'performer' dan al zijn vroegere professionele ervaringen tezamen. Vanaf dat moment is Stap-acteur Marc Wagemans opgenomen in de groep van zielsverwanten die Cherkaoui doorheen zijn oeuvre vergezellen.
- It – danssolo in een regie van Wim Vandekeybus (2002)

In juli 2002 nam de voorstelling deel aan Le Vif du Sujet in Avignon. Uitgangspunt voor deze solo is een kort verhaal van Paul Bowles. It is een danssolo waarin de zeer specifieke bewegingstalen van beide choreografen versmelten.
- D’Avant – voor Schaubühne am Lehniner Platz, Berlijn (2002)

In de herfst van 2002 creëerde hij samen met Damien Jalet en een aantal dansers van Sasha Waltz  deze voorstelling waarin Middeleeuwse gezangen uit de 13e eeuw en hedendaagse dans samengaan.
- Foi – Movimentos Award in het Duitse Wolfsburg (2003)

Een voorstelling over de kracht van geloof. In Foi wordt de 14de-eeuwse Ars nova muziek (gebracht door Capilla Flamenca) gekoppeld aan de mondeling overgeleverde traditionele muziek gezongen door Christine Leboutte, Damien Jalet, Joanna Dudley en de dansers. Het zijn twee manieren om de geschiedenis en haar mythen te vertellen, en die door te geven aan een volgende generatie; twee manieren om te overleven ook, om de tijd en nieuwe tendensen te doorstaan.
- Tempus Fugit – in opdracht van het Festival van Avignon (2004)

Een project met Les Ballets C. de la B., waarin de schijnbare absoluutheid van tijd in vraag werd gesteld. Over de hele wereld lijkt iedereen immers dezelfde tijdsbegrippen te hanteren, maar de ervaring van tijd wordt in verschillende culturen anders beleefd en geïnterpreteerd. Een ensemble van vijftien vertolkers, afkomstig uit zowat alle uithoeken van de wereld, exploreerde in Tempus Fugit het eigen culturele verleden. Elk van hen tracht vat te krijgen op de tijd, wat zich vertaalt in uiteenlopende dansritmen en snelheden. Tempus Fugit richt de focus op het Middellandse Zeegebied, de Arabische en Centraal-Afrikaanse wereld en hun onderlinge verhoudingen.
- In Memoriam – bij Les Ballets de Monte Carlo (2004)

Voor het Ballet du Grand Théâtre de Genève choreografeerde Cherkaoui Loin, dat in april 2005 in première ging.
- Zero Degrees (2005)

In 2005 werkte Cherkaoui voor het eerst samen met Akram Khan, een danser en choreograaf met eveneens dubbele wortels: hij groeide op in Engeland, zijn ouders zijn Indisch-Bengaals. Samen creëerden en dansten ze de voorstelling Zero Degrees, over de impact van hun gemengde culturele achtergrond.
- Corpus Bach (2006)

Cherkaoui en Nicolas Vladyslav exploreerden de theatrale kracht van Bachs cellosuites.
- Mea Culpa – bij Les Ballets de Monte Carlo (2006)
- End – première in Göteborg op het Göteborg Dans- en Theaterfestival (2006)

Cherkaoui maakte deze voorstelling midden in de oorlog tussen Israël en Hezbollah in Libanon – het resultaat draagt daarvan duidelijk de sporen.

### Toneelhuis
Vanaf het seizoen 2006-2007 is Sidi Larbi Cherkaoui actief bij Toneelhuis in Antwerpen, waar hij Myth (2007) en Origine (2008) maakte. Hij combineert het tourneeschema van zijn repertoirestukken met het creëren van nieuwe producties.
- Myth – Toneelhuis (2007)
- L'homme de bois – Royal Danish Ballet (2007)
- Zon Mai – video-installatie (2007)

In opdracht van het Parijse Musée de l’immigration maakte Cherkaoui samen met fotograaf en filmer Gilles Delmas dit markante huis vol projecties van dansers die zich in de beslotenheid van hun eigen huiskamer aan hun dans laten kennen.
- Apocrifu –  De Munt, Brussel

Apocrifu is een muzikale ontmoeting met het ensemble voor Corsicaanse polyfonie A Filetta. Hun muziek vormt het canvas waartegen Cherkaoui deze creatie, waarin hij ook zelf meedanste, uittekende. De titel is veelzeggend: uit een laconieke sleutelscène van Apocrifu (waarin de drie dansers als een driekoppig monster afwisselend voorlezen uit de Talmoed, de Koran en de Bijbel) wordt duidelijk dat het verschil tussen apocrief en canoniek eerder een kwestie van perspectief of autoriteit is, dan van inhoud of waarde op zich. Daarmee raakt Cherkaoui op speelse wijze een ruimere thematiek aan die hem sinds lang vergezelt: de intrinsieke gelijkwaardigheid van verschillende culturen en geloofsvisies.
- Origine – Het Toneelhuis (2008)

Deze thematiek vinden we ook terug in Origine waarin hij twee dansers en twee danseressen, elk afkomstig uit een andere windstreek, samenbracht met het Sarband Ensemble. Opnieuw koos Cherkaoui hiermee voor een aparte invalshoek op de muzikale overlevering, en met die muziek zette hij de grondtoon voor een choreografie die politiek actuele thema's subtiel inviteert. Speels maar onmiskenbaar worden thema's zoals immigratie, vervreemding, en ons overmatig consumentendom aangeraakt om weer losgelaten te worden en te transformeren tot een meer abstract dansvocabulaire.
- Sutra – Sadler's Wells Theatre, Londen (2008)

Cherkaoui creëerde deze voorstelling samen met beeldend kunstenaar Antony Gormley, de componist Szymon Brzóska en monniken van de Chinese Shaolintempel. Naar aanleiding van deze voorstelling werd Cherkaoui uitgeroepen tot Choreographer of the Year in ballett-tanz, een vooraanstaand internationaal danstijdschrift.
- Dunas – Creaciones artisticas Dunas (2009)

Duet met flamencodanseres Maria Pagès.
- Orbo Novo – Cedar Lake Dance Company (2009)

### Eastman
In 2010 richtte Sidi Larbi Cherkaoui zijn eigen gezelschap, Eastman, op. Hij bleef in residentie bij Het Toneelhuis, en deSingel werd trajectpartner. Ook al beschikte hij toen over zijn eigen structuur, toch bleef Cherkaoui nog voorstellingen choreograferen voor andere gezelschappen.
- Babel(words) – Eastman (2010)

Babel(words) maakte hij samen met choreograaf Damien Jalet; het was de eerste voorstelling met gezelschap Eastman. Het is het derde deel in de triptiek die begon met Foi en Myth. Babel(words) is ook de derde samenwerking met de Britse beeldend kunstenaar Antony Gormley die eerder al meewerkte aan Zero degrees en Sutra. Babel(words) won twee Laurence Olivier Awards in 2011, een voor Best New Dance Production, de ander voor Outstanding Achievement in Dance voor het decorontwerp door Antony Gormley.
- Rein – Eastman (2010)

Rein werd gecreëerd op vraag van het Dansand festival in Oostende. Het is een duet dat wordt gedanst in open lucht, op het strand van Oostende.
- Play – Eastman (2010)

Ook Play is een duet, waarin Sidi Larbi Cherkaoui zelf danste, samen met de Indiase kuchipudi-danseres Shantala Shivalingappa.
- Shoes (2010)

Een Londense musical waarvoor Cherkaoui een choreografie van ongeveer tien minuten schreef.
- Bound – Théâtre de la Ville, Parijs (2010)

Op uitnodiging van de Zuid-Afrikaanse choreograaf/danser Gregory Maqoma schreef Cherkaoui een duet voor Maqoma en danseres Shanell Wenlock. Bound maakte deel uit van een volledig dansprogramma: Southern Bound Comfort.
- Das Rheingold – Staatsoper Berlin, Teatro alla Scala, Milaan (2010)

Op uitnodiging van Guy Cassiers (Toneelhuis), verzorgde Cherkaoui de choreografie voor het eerste deel van Wagners opera-tetralogie Der Ring des Nibelungen.
- Labyrinth – Het Nationale Ballet, Amsterdam (2011)

Een choreografie met 19 dansers – Szymon Brzóska componeerde de muziek.
- TeZukA – Eastman, Sadler's Wells, Bunkamura (2011)

De Japanse mangagrootmeester Osamu Tezuka vormde de inspiratiebron voor deze productie, met negen dansers, twee gevechtskunstenaars, drie muzikanten en een kalligraaf in actie.
- Constellation (2011)

Cherkaoui schreef de solo Constellation voor danser Aakash Odedra. Het is een onderdeel van Odedra's voorstelling Rising.
- Pure (2011)
- Puz/zle – Eastman (2012)

De Corsicaanse zangers van A Filetta, de Libanese zangeres Fadia Tomb El-Hage en de Japanse fluitist en percussionist Kazunari Abe voorzien Puz/zle van live muziek. De voorstelling wordt gedanst door elf dansers. Grote, verplaatsbare blokken zijn meer dan decor: zij dansen als het ware mee. Cherkaoui laat stenen de geschiedenis vertellen – "Alles wat we aan kennis rijk zijn, hebben we in stenen gevonden."
- Automaton – Pilobolus (2012)

Een choreografie voor het Amerikaanse dansgezelschap Pilobolus.
- Anna Karenina (2012)

Cherkaoui voorzag de film Anna Karenina van Joe Wright, naar de Russische klassieker van Tolstoi (met in de hoofdrollen onder anderen Keira Knightley en Jude Law) van wervelende choreografieën.
- Siegfried – Staatsoper Berlin, Teatro alla Scala, Milaan (2012)

Op uitnodiging van Guy Cassiers (Toneelhuis), verzorgde Cherkaoui de choreografie voor het derde deel van Wagners opera-tetralogie Der Ring des Nibelungen.
- Session - Sidi Larbi Cherkaoui & Colin Dunne & Eastman

Colin Dunne, een Iers danser en choreograaf, werkte vroeger voor Riverdance, waar ook Michael Flatley werkzaam was. Bij hun ontmoeting maakten ze snel het plan om samen een choreografie te maken, gebaseerd op hun beide invloeden. De productie ging in België in première in het Toneelhuis, gepresenteerd door deSingel.
- Qutb (2016)

Geproduceerd door Sadler's Wells in opdracht van de Russische ballerina Natalia Osipova

## Erkenning
- 2014: commandeur in de kroonorde
- 2014: UnitedHumans Award samen met Damien Jalet
- 2016: Leadership Prize van de Harvard Club of Belgium
- 2023: Opname in de adelstand: persoonlijke titel van baron[2]

- Bibsys: 4078200
- Bibliothèque nationale de France: cb14616978t (data)
- Gemeinsame Normdatei: 129890804
- International Standard Name Identifier: 0000 0000 8543 9493
- Library of Congress Control Number: n2007058742
- MusicBrainz: 755d7e2f-c731-4463-b912-972a9637c582
- Nationale Bibliotheek van Tsjechië: xx0173533
- Nationale Bibliotheek van Israël: 987007397462005171
- Nederlandse Thesaurus van Auteursnamen: 326683828
- RKD-Nederlands Instituut voor Kunstgeschiedenis: 369584
- Système universitaire de documentation: 115676562
- Union List of Artist Names: 500651520
- Virtual International Authority File: 25695836
- WorldCat: E39PBJtRF8yqWhDXPmqWJRY3wC